# Lancrăm
Lancrăm (deutsch Langendorf, ungarisch Lámkerék und  im siebenbürgisch-sächsischen Dialekt Lankenderf) ist ein rumänisches Dorf im Kreis Alba in Siebenbürgen. Es ist heute Teil der Stadt Sebeș (Mühlbach).

## Lage
Das Dorf Lancrăm liegt im Südwesten des Siebenbürgischen Beckens im historischen Unterwald. Am Unterlauf des Sebeș (Mühlbach) – einem linken Zufluss des Mureș – und der Europastraße 81 befindet sich der Ort etwa zwei Kilometer nördlich von Sebeș; die Kreishauptstadt Alba Iulia (Karlsburg) liegt ca. 12 Kilometer nördlich von Lancrăm entfernt.

## Geschichte

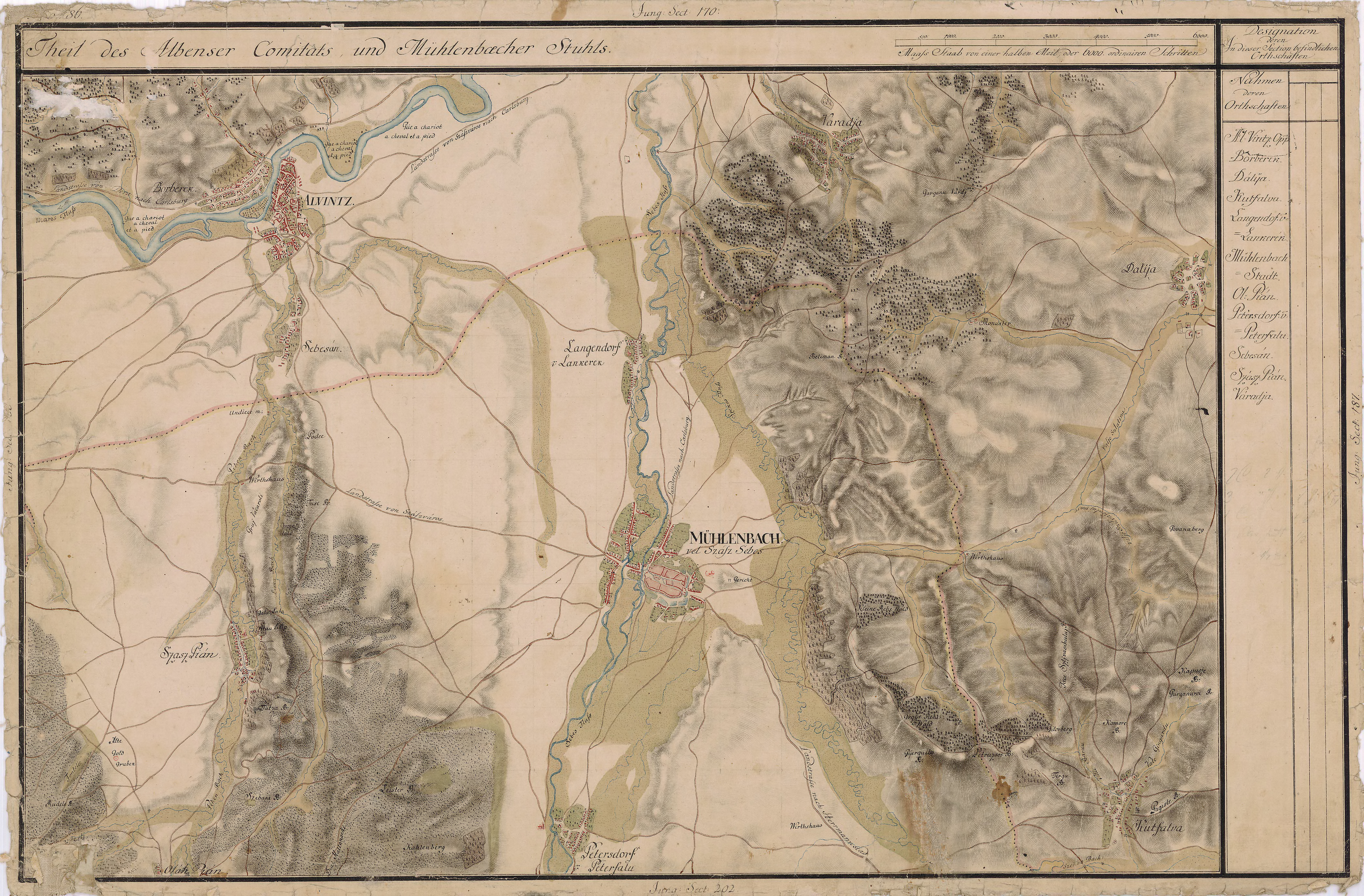
Lancrăm (Langendorf), in der Josephinischen Landesaufnahme von 1769 bis 1773.

Lancrăm wurde 1309 erstmals urkundlich erwähnt und war im Mittelalter ein freies Dorf der Siebenbürger Sachsen. Die Geschichte der Besiedlung in der Region reicht jedoch nach Berichten von M. Wosinsky über archäologische Funde von Keramikfragmenten bis in die Jungsteinzeit zurück. Des Weiteren wurden nach Angaben von M. Csáki auf dem Gebiet von Lancrăm einige goldene Objekte gefunden, welche nachträglich zerteilt wurden. Über ein von den Einheimischen „câmpia Ruzgă“ (Rosenfeld) genanntes Areal verlief nach Angaben von J. M. Ackner, C. Gooss und P. Király in Richtung Vințu de Jos (Unterwintz) eine Römerstraße.
Ende des 18. und im 19. Jahrhundert war Lancrăm durch die Familie Costea ein Zentrum der Ikonen-Glasmalerei. Die Genealogie der angeblichen Malerfamilie Costea kann aber nicht sicher bestätigt werden.
Bis 1919 gehörte der Ort zu Ungarn und trug die ungarische Bezeichnung Lámkerék.

## Bevölkerung
Bei der Volkszählung 1850 lebten auf dem Gebiet des heutigen Dorfes 1248 Menschen. 1232 davon waren Rumänen, vier Deutsche und 12 Roma. Die höchste Einwohnerzahl (1783) – gleichzeitig die der Rumänen (1755) und die der Ungarn (25) – wurde 1900 erreicht. Die höchste Anzahl der Deutschen (12) wurde 1966 und die der Roma (14) 1977 ermittelt. 2002 wurden in Lancrăm 1468 Menschen registriert, davon 1458 Rumänen, fünf Ungarn und fünf Roma.

## Sehenswürdigkeiten
- Casa Memorială „Lucian Blaga“, Geburtshaus von Lucian Blaga, 1998 als Gedenkhaus eingerichtet.[6]
- Das Naturreservat Râpa Roșie (⊙, deutsch Roter Berg) befindet sich etwa drei Kilometer (Luftlinie) östlich von Lancrăm entfernt. Das Areal besteht aus Ablagerungen von rotem Ton, grauem und rotem Sandstein, weißem lockerem Sandstein, rotem bis ziegelfarbigem Mergelgestein sowie auch Kalkmergel.[7]

## Persönlichkeiten
- Lucian Blaga (1895–1961) war Philosoph, Journalist und Diplomat. Er ist hier bestattet. Vor dem Ortsfriedhof steht sein von Romul Ladea gefertigtes Denkmal.[8]